# Gall Gàidheal
Les Gall Gàidheal (en anglais Norse-Gaels, en français Gaëls-Nordiques, Vikings-Gaëls ou étrangers-Gaëls) formèrent un peuple qui domina une grande partie de la mer d'Irlande et de l'ouest de l'Écosse pendant presque tout le Moyen Âge. Ils étaient à la fois d'origine scandinave et gaelle et, dans leur ensemble, ils avaient adopté un large mélange de ces deux cultures. Ils étaient généralement connus par leur nom gaélique, Gall-Gàidheal, qu'ils utilisaient eux-mêmes et qui signifie littéralement « Étranger-Gael ». Ce nom a connu une multitude de variations dues aux différences chronologiques et géographiques de la langue gaélique, parmi lesquelles on peut noter : Gall Gàidel, Gall Gàidhel, Gall Gàidheal, Gall Gàedil, Gall Gàedhil, Gall Gàedhel, Gall Goidel, etc. Cette terminologie était employée autant par certains Irlandais et Écossais qui voulaient les aliéner, que par eux-mêmes, qui voulaient mettre en évidence leurs héritages gaélique et scandinave et leurs liens avec les mondes gaélique et scandinave, comme la Norvège. La présence de Scandinaves (les Lochlannaich en gaélique) nés en Irlande a donné naissance à d'autres appellations en français, comme Ostmen, Scoto-Nordiques, Hiberno-Nordiques et Gaëls étrangers. En gaélique, ils ont notamment donné les patronymes Doyle et Dougal, de dubh+Gall, ou étrangers aux cheveux noirs, nom qui désignait les vikings danois en vieil irlandais, et Fingal, de Fionn+Gall, ou étranger aux cheveux blonds, nom qui désignait les vikings norvégiens et suédois.
Les étrangers-Gaëls étaient originaires des colonies vikings d'Irlande et d'Écosse. Ils furent sujets à un phénomène de gaélicisation, qui débuta dès le IXe siècle par des mariages mixtes avec des autochtones gaéliques, sauf en Cumbria, et par l'adoption de la langue gaélique et de certaines coutumes locales. Beaucoup abandonnèrent leur culte originel des dieux nordiques, et ils se convertirent au christianisme, ce qui contribua à la gaélicisation. Ces Scandinaves gaélicisés dominèrent la région de la mer d'Irlande jusqu'à la période normande au XIIe siècle. Ils fondèrent des royaumes durables, comme ceux de l'île de Man, d'Argyll, de Dublin, de York et de Galloway. Le Seigneur des Îles, une seigneurie qui dura jusqu'au XVIe siècle, ainsi que beaucoup d'autres dirigeants d'Écosse et d'Irlande, prétendait descendre des étrangers-Gaëls. Leur colonisation en Angleterre s'est limitée au nord-ouest.

## Histoire et évolution du terme
La Gaule celtique est parfois considérée comme la terre d’origine de la celtitude, car pour les Grecs, les Celtes étaient les habitants de la région de Marseille. Le terme de "Gall" qu'on retrouve en Breton est utiliser pour dire Etrangers chez Gaëls ainsi que chez les Breton. Pour nous ça tend à prouver une séparation des langues celtiques insulaires, avec la langue gauloise qui n'avait pas de mutation et qui était semble-t-il plus proche de l'italique latin. En Breton actuel nous dissons toujours pour la France: "Bro -C'hall" (pays des gaulois, ou pays des étangers)?  De là vient le mot gaélique Gall, qui signifie « étranger ». En effet, pour les Gaëls, la notion de « celtitude » n’existait pas et les Gaulois étaient des étrangers qui parlaient une autre langue.
Par la suite, le mot Gall a acquis d’autres sens, notamment celui de « Gaël descendant de Viking », ou pour être précis « viking-Gaël ». Bien qu’en gaélique, les vikings portent le nom de Lochlannaich, leurs descendants gaélicisés portent le nom de Gall-Gàidheal, un peu comme les vikings « francisés » sont devenus des Normands, littéralement des « hommes du nord ».
Aujourd’hui, les traces historiques ne sont pas assez nombreuses pour bien différencier les Vikings norvégiens des Vikings danois, mais l’étymologie montre que les Gaëls faisaient la différence entre un Gall dubh (étranger aux cheveux noirs) et un Gall fionn (étranger aux cheveux clairs). Le premier terme s’appliquait aux Danois, tandis que le second s’appliquait aux Norvégiens, car les Gaëls d’Irlande avaient remarqué la différence de couleur de cheveux entre ces deux groupes scandinaves.
Quoi que le nom gaélique de Dublin soit Baile Àtha cliath, littéralement « ville du fort palissadé » à cause d’un monastère fortifié situé non loin de St Stephen’s Green sur la rive sud de la Liffey, la ville même de « Dubh-linn » fut fondée vers 840-841, quand une nouvelle vague scandinave, plus nombreuse et mieux équipée que les précédentes, décida de passer l’hiver dans les marais de l’embouchure de la Liffey : Dubh-Linn (anglicisé en Dublin) signifie « lac noir » en vieil irlandais et c’est ce nom qu’ont emprunté les Vikings qui ont fondé le Royaume de Dublin, le premier des royaumes vikings dans les îles anglo-celtes.
Il serait faux de croire que Gaels et Vikings constituaient deux nations unies qui s’affrontaient. La première installation viking à Dublin était norvégienne, des Fionn Ghaill, mais dix ans plus tard, en 951, ils furent attaqués par des Danois, des Dubh Ghaill. Ces deux noms sont d’ailleurs passés à la postérité puisque les Fionn Ghaill ont donné leur nom à Fingal, une région située au nord de Dublin, tandis que les Dubh Ghaill sont à l’origine de « Doyle », patronyme typiquement irlandais, mais non celtique. L’inversion de l’adjectif est d'ailleurs probablement due à l’influence de la langue norroise (germanique) puisqu’en gaélique, les adjectifs se plaçaient généralement après le nom (comme en français) alors que dans les langues germaniques (comme l’anglais), c’est l’inverse.
Les vagues successives de Vikings ont contribué au développement de la Gaélie, notamment par la fondation de villes. Contrairement aux Bretons, les Gaëls n’avaient pas été colonisés par les Romains et n’avaient pas profité de leur héritage urbanistique. Mis à part les grands centres religieux, les établissements gaëls fonctionnaient comme un réseau de noyaux ruraux dispersés sur le territoire, surtout autour des lochs et le long des côtes. En fondant leurs royaumes, les Vikings ont donc fondé des villes. C’est le cas de Waterford (Port Làirge), de Wexford (Loch Garman) en Irlande, mais aussi de « Stjórnavágr » (Steòrnabhagh) dans les Hébrides. Le surnom gaélique des Hébrides est d’ailleurs Innse Gall, les « îles d’étranger », ce qui est assez ironique puisque les Hébrides ont résisté plus longtemps aux invasions vikings que la côte ouest de l’Écosse.
Les Vikings ont fini par s’installer et à se mélanger aux Pictes et aux Gaels, au gré des alliances et des conflits. Ce faisant, ils ont adopté les coutumes locales, la religion locale et la langue locale. Cette assimilation culturel leur a finalement valu le sobriquet de Gall Gàidheal, c’est-à-dire des « étrangers Gaels » ou, si à ce stade, on tient encore à l’étymologie... des « Gaels-Nordiques ».

## En Irlande
La présence des Scandinaves est notée pour la première fois en 795, quand ils mirent à sac l'île Lambay. Les raids se poursuivirent sporadiquement jusqu'en 832, date à laquelle ils commencèrent à bâtir des camps fortifiés à travers le pays. Les raids nordiques continuèrent pendant tout le Xe siècle, mais la résistance s'accrut. Malachy II leur infligea plusieurs défaites et, le 23 avril 1014, Brian Boru brisa définitivement leurs pouvoirs à la bataille de Clontarf.
Les Scandinaves fondèrent des royaumes indépendants à Dublin, Waterford, Wexford, Cork et Limerick. Ces royaumes ne survécurent pas aux invasions normandes ultérieures, mais ces villes continuèrent à grandir et à prospérer. Les Scandinaves finirent par être totalement absorbés dans la vie politique et religieuse de l'Irlande.

## En Islande et aux îles Féroé
Le Landnámabók rapporte qu'il y avait des papar ou des culdees en Islande avant l'arrivée des Scandinaves, et cela semble concorder avec les commentaires du Dicuil. Pourtant, que cela soit vrai ou non, la colonisation des îles Féroé par les Scandinaves avait sans doute amené de nombreux étrangers-Gaëls, ainsi que des esclaves, des domestiques et des épouses. Ceux-ci étaient appelés les Vestmen, et le nom est resté à Vestmanna dans les Féroé, et dans les îles Vestmann au large des côtes d'Islande, où on raconte que des esclaves irlandais s'étaient réfugiés.
Un certain nombre de noms islandais sont d'origine gaélique, par exemple Njáll Þorgeirsson de la Saga de Njáll le Brûlé a un prénom d'origine gaélique : Niall. Patreksfjörður, un village islandais contient le nom Padraig. Un certain nombre de noms de lieux remémorant les papar, les moines irlandais, existent en Islande et aux Féroé.
D'après certains témoignages indirects, Grímur Kamban, considéré comme le découvreur des Féroé nordiques, peut avoir été un Norvégien-Gaël.
« Selon la Saga Faereyinga... le premier colon dans les îles Féroé fut un homme nommé Grímur Kamban - Hann bygdi fyrstr Færeyar, et il est possible que ce fût la prise de possession de Grímur et de sa suite qui provoqua le départ des anachorètes... le surnom Kamban est sans doute gaélique, et il peut faire référence à un handicap physique, ou à son habileté dans le sport. Il était sans doute un jeune homme quand il arriva aux îles Féroé, via l'Irlande viking, et la tradition locale dit qu'il débarqua à Funningur sur l'île d'Eysturoy »

## En Normandie
Il semble, de par la toponymie présente par exemple ou encore de quelques traces archéologiques et littéraires, que des Vikings Gall-Gaëls (parfois mentionnés « iro-norvégiens ») se soient établis, dans les débuts du IXe siècle, dans l'Ouest de la Normandie, et essentiellement dans le Cotentin, parmi les toutes premières vagues d'installation norroises en Normandie.

## Noms modernes
Aujourd'hui encore, beaucoup de noms de famille, particulièrement dans la Gàidhealtachd, sont d'origine nordique, surtout dans les Western Isles et à l'île de Man.

### Noms de famille
| Gaélique     | Forme anglicisée                                | "Fils de-"               |
| ------------ | ----------------------------------------------- | ------------------------ |
| MacAsgaill   | MacAskill                                       | Ásketill                 |
| MacAmhlaigh  | MacAulay, MacAuliffe                            | Óláfr                    |
| MacCorcadail | MacCorquodale/Corquadale, Corkill, McCorkindale | Þorketill                |
| MacIomhair   | MacIver, MacIvor                                | Ívarr (Ingvar)           |
| MacShitrig   | MacKitrick, McKittrick                          | Sigtryggr                |
| MacLeòid     | MacLeod                                         | Ljótr (lit. "l'affreux") |

### Prénoms
| Gaélique                                                      | Forme anglicisée                              | Équivalent nordique  |
| ------------------------------------------------------------- | --------------------------------------------- | -------------------- |
| Amhlaibh (confondu avec le nom gaélique Amhlaidh/Amhalghaidh) | Aulay (Olaf)                                  | Óláfr                |
| Goraidh                                                       | Gorrie (Godfrey, Godfred), Orree (Île de Man) | Godfriðr             |
| Iomhar                                                        | Ivor                                          | Ívarr (Ingvar)       |
| Raghnall                                                      | Ranald (Ronald, Randall)                      | Rögnvaldr            |
| Somhairle                                                     | Sorley (anglicisé parfois en "Samuel")        | Sumarliði (Somerled) |
| Tormod                                                        | NA (anglicisé en "Norman")                    | Þormundr             |
| Torcuil                                                       | Torquil                                       | Torkill, Þorketill   |